# Dark Roots of Earth
Dark Roots of Earth è il decimo album in studio del gruppo thrash metal statunitense Testament. L'album è stato pubblicato il 27 luglio 2012 in Europa e il 31 dello stesso mese in Nord America per l'etichetta discografica Nuclear Blast.
In questo album si segnala il ritorno del batterista Gene Hoglan (apparso nell'album Demonic del 1997); durante le registrazioni ha sostituito Paul Bostaph. Bostaph era previsto per il tour promozionale dell'album ma ha lasciato nuovamente la band nel dicembre 2011. Il suo posto è stato preso da Chris Adler dei Lamb of God.
Dark Roots of Earth ha venduto oltre 20 000 copie durante la prima settimana di pubblicazione, debuttando al dodicesimo posto della Billboard 200, il miglior risultato in classifica ottenuto dal gruppo negli Stati Uniti.

## Tracce
1. Rise Up – 4:18 (testo: Billy – musica: Peterson)
2. Native Blood – 5:21 (testo: Billy, James – musica: Peterson)
3. Dark Roots of Earth – 5:45 (testo: Billy, James, Peterson – musica: Peterson, Skolnick)
4. True American Hate – 5:26 (testo: Billy, Souza – musica: Peterson, Skolnick)
5. A Day in the Death – 5:38 (testo: Billy, Souza, Skolnick – musica: Peterson, Skolnick)
6. Cold Embrace – 7:45 (testo: Billy, James – musica: Peterson, Skolnick)
7. Man Kills Mankind – 5:05 (testo: Billy, James – musica: Peterson)
8. Throne of Thorns – 7:04 (testo: Billy, James – musica: Peterson, Skolnick)
9. Last Stand for Independence – 4:42 (testo: Billy, James – musica: Peterson)

Traccia bonus nell'edizione giapponese
1. Practice What You Preach (re-recording 2012)

Tracce bonus nell'edizione deluxe
1. Dragon Attack (cover dei Queen) – 4:44 (May)
2. Animal Magnetism (cover degli Scorpions) – 5:56 (Meine, Schenker, Rarebell)
3. Powerslave (cover degli Iron Maiden) – 6:51 (Dickinson)
4. Throne of Thorns (extended version) – 7:41 (testo: Billy, James – musica: Peterson, Skolnick)

Traccia bonus nell'edizione iTunes
1. A Day in the Death (feat. Chris Adler) – 5:41 (testo: Billy, Skolnick, Souza – musica: Peterson, Skolnick)

## Formazione
- Chuck Billy – voce
- Eric Peterson – chitarra ritmica
- Alex Skolnick – chitarra ritmica e solista
- Greg Christian – basso
- Gene Hoglan – batteria

### Ospiti
- Chris Adler – batteria, percussioni

## Classifiche
| Classifica (2012)          | Posizione massima |
| -------------------------- | ----------------- |
| Austria                    | 21                |
| Belgio (Fiandre)           | 54                |
| Belgio (Vallonia)          | 29                |
| Canada                     | 12                |
| Danimarca                  | 29                |
| Finlandia                  | 4                 |
| Francia                    | 46                |
| Germania                   | 4                 |
| Italia                     | 27                |
| Norvegia                   | 11                |
| Paesi Bassi                | 32                |
| Polonia                    | 8                 |
| Regno Unito                | 57                |
| Regno Unito (rock & metal) | 3                 |
| Spagna                     | 57                |
| Stati Uniti                | 12                |
| Stati Uniti (hard rock)    | 1                 |
| Stati Uniti (independent)  | 1                 |
| Stati Uniti (rock)         | 1                 |
| Stati Uniti (tastemaker)   | 2                 |
| Svezia                     | 8                 |
| Svizzera                   | 10                |
| Ungheria                   | 1                 |